# 容城镇 (容城县)
容城镇，是中华人民共和国河北省保定市容城县下辖的一个镇。

## 行政区划
容城镇下辖以下地区：
城内村、南关村、上坡村、西关村、沟西村、谷家庄村、大楼堤村、小楼堤村、北关村、北城村、王果庄村、东关村、后营村、小白塔村、马家庄村、午方北庄村、午方东庄村、东牛村、午方西庄村、白龙村、东庄村、西庄村、南庄村和北庄村。